# Девственность (фильм, 1937)
«Девственность» (чеш. Panenství) — чёрно-белая чехословацкая социально-психологическая драма, снятая в 1937 году режиссёром Отакаром Ваврой.
Экранизация одноимённого романа Марии Майеровой.
Премьера фильма состоялась 4 ноября 1937 года.

## Сюжет
Молодую и красивую Гану Полякову выбрасывают на улицу после того, как её мать застала отчима, сексуально домогающегося девушки. Героиня фильма находит новую работу официанткой в ресторане, где становится объектом похоти своего нового шефа и увивающегося вокруг неё целого роя поклонников-посетителей. Гана отталкивает мужчин, отвергает их предложения и дорогие подарки. Позже она влюбляется в молодого бедного композитора Павла, который вскоре тяжело заболевает чахоткой, и только дорогостоящее лечение может его спасти. Узнав, что для спасения его жизни необходимо лечение в туберкулёзном санатории, что требует крупной суммы денег, героиня решает пожертвовать собой и выйти замуж за нелюбимого ею владельца ресторана. В день свадьбы тот пообещал героине деньги, необходимые для лечения Павла. Однако, её жертва оказывается напрасной — композитор умирает.

## В ролях
- Лида Баарова — Гана Полякова
- Франтишек Кройцман — отчим Ганы
- Ладислав Богач —  Павел Химеш, композитор
- Зденек Штепанек — Йозеф Невострый, владелец ресторана
- Адина Мандлова — Лили, официантка
- Божена Шустрова — Мари, официантка
- Ярослав Пруха — Рудольф Рес
- Франтишек Филиповский — Йендра, официант
- Витезслав Бочек — поэт Хейтманек
- Мария Глазрова
- Милада Смоликова
- Мария Голанова
- Ярослава Скорковская — мать Ганы

## Съёмочная группа
- Авторы сценария: Отакар Вавра, Франтишек Чап, Й. Урбан, Мария Майерова
- Режиссёр: Отакар Вавра
- Оператор: Ян Рот
- Композитор: Роман Бахник
- Звукооператор: Йозеф Зора
- Художник-постановщик: Штепан Копецки
- Редактор: Ян Когоут

Фильм был участником основной конкурсной программы на Венецианском международном кинофестивале в 1938 году.